# Xã Gaines, Quận Genesee, Michigan
Xã Gaines (tiếng Anh: Gaines Township) là một xã thuộc quận Genesee, tiểu bang Michigan, Hoa Kỳ. Năm 2010, dân số của xã này là 6.820 người.